# کافه دو فلور (فیلم)
کافه دو فلور (به فرانسوی: Cafe De Flore) یک فیلم سینمایی کانادایی و فرانسویست است که در سال ۲۰۱۱ منتشر شد. در این فیلم بازیگرانی از جمله ونسا پارادی، هلن فلوران، اولین بروشو و کوین والد به ایفای نقش پرداخته‌اند.
کارگردانی، نویسندگی و تدوین آن توسط ژان-مارک ولی انجام گردیده است.
این فیلم سیزده بار نامزد جایزه جن در جشنواره جوایز جنی در سال ۲۰۱۲ شد.

## موضوع فیلم
موضوع این فیلم بین دو داستان به ظاهر نامرتبط دررفت و آمد است. یکی در مونترال امروزی اتفاق می‌افتد با تمرکز روی یک دی جی موفق باشگاه، به نام آنتوان که بین ارتباط با دوست دختر جدیدش رُز و رابطه پیچیده‌اش با دوست دوران کودکی و همسر سابقش کارول گیر افتاده است.
داستان دیگر فیلم که در دهه شصت میلادی در پاریس اتفاق می‌افتد مربوط به ژاکلین، مادر بسیار محافظه‌کار لوران، پسر بچه ای مبتلا به سندروم داون است که به ورونیک عشق می‌ورزد.
پس از کشته شدن ژاکلین، لوران و ورونیک در یک تصادف رانندگی، کارول، آنتوان و رُز تناسخ بعدی آنها هستند.

## بازیگران
- ونسا پارادی در نقش جکلین
- کوین پارنت در نقش آنتوان
  - امیل والی در نقش آنتوان چهارده ساله
- ایولین بروچو در نقش رُز
- هلن فلوران در نقش کارول
  - شانل فونتین در نقش کارول چهارده ساله
- مارین گریر در نقش لوران
- آلیس دوبوآ در نقش ورونیک
- نیکلا ماریه

امیل ولی، پسر ژان-مارک ولی نقش آنتوان جوان را در فیلم به تصویر می‌کشد.